# Krywbas Krzywy Róg (piłka nożna kobiet)
Krywbas Krzywy Róg (ukr. ЖФК «Кривбас» Кривий Ріг) – ukraiński klub piłki nożnej kobiet, mający siedzibę w mieście Krzywy Róg w środkowej części kraju. Od sezonu 2021/22 występuje w rozgrywkach ukraińskiej Wyższej ligi.

## Historia
Chronologia nazw:
- 2021: Krywbas Krzywy Róg (ukr. ЖФК «Кривбас» Кривий Ріг)

Żeński klub piłkarski Krywbas Krzywy Róg został założony w Krzywym Rogu latem 2021 roku, po tym jak klub piłkarski Krywbas Krzywy Róg ogłosił utworzenie kobiecej drużyny, zgodnie z nowymi wymogami strategicznego planu rozwoju kobiecej piłki nożnej na Ukrainie na lata 2020-2024, zatwierdzonego przez Komitet Wykonawczy UAF, wszystkie kluby UPL muszą mieć w swojej strukturze drużyny kobiece. Przed rozpoczęciem sezonu 2021/22 klub Nika Mikołajów zaczął mieć problemy finansowe. Skorzystało z tego kierownictwo "Krywbasu", które zaproponowało klubowi z Mikołajowa umowę partnerską. Powstały dwa zespoły. Pierwszy - "Krywbas" - zgłosił się do Wyższej ligi Ukrainy, jednocześnie Mikołajów zachował własną drużynę, która począwszy od sezonu 2021/22 musiała wystąpić w Pierwszej lidze. W sezonie 2021/22 klub debiutował w Wyższej lidze, zajmując trzecie miejsce

## Barwy klubowe, strój, herb, hymn
|  |  |  |

Klub ma barwy biało-czerwono-czarne. Piłkarki domowe spotkania zazwyczaj grają w białych koszulkach, białych spodenkach oraz białych getrach.
Drużyna ma godło klubu, które zostało zaprezentowane w 1998 roku, zaprojektowane przez Jurija Rasputina. Na okrągłej tarczy koloru czarnego został umieszczony napis białymi literami "FC Kryvbas" u góry i nazwa miasta na dole. Napisy są w języku ukraińskim. W środku umieszczono czarno-białą piłkę, którą omijają czerwone paski pochylone o 45 stopnie. Paski symbolizują płynny metal w postaci wzmocnienia, tworząc w ten sposób kompozycję symbolizującą stalową moc i żelazny charakter. Po lewej i prawej stronie widnieją białe cyfry "20", czyli rok odrodzenia klubu 2020.

## Sukcesy

### Trofea międzynarodowe
Do chwili obecnej klub jeszcze nigdy nie zakwalifikował się do rozgrywek europejskich.

### Trofea krajowe
| \| \| Zdobyte trofea w rozgrywkach Ukrainy (stan na: 31-05-2023) \| |                                                            |      |          |
| Rozgrywki                                                           | Osiągnięcie                                                | Razy | Sezon(y) |
| Mistrzostwo                                                         | I miejsce                                                  | 0    |          |
| Mistrzostwo                                                         | II miejsce                                                 | 0    |          |
| Mistrzostwo                                                         | III miejsce                                                | 0    |          |
| Mistrzostwo                                                         | 3.miejsce                                                  | 1    | 2021/22  |
| Puchar                                                              | zdobywca                                                   | 0    |          |
| Puchar                                                              | finalista                                                  | 0    |          |
| Puchar                                                              | półfinalista                                               | 1    | 2021/22  |
| II liga                                                             | I miejsce                                                  | 0    |          |
| II liga                                                             | II miejsce                                                 | 0    |          |
| II liga                                                             | III miejsce                                                | 0    |          |
| Ukraina                                                             | Zdobyte trofea w rozgrywkach Ukrainy (stan na: 31-05-2023) |      |          |

## Poszczególne sezony

### Rozgrywki międzynarodowe

#### Europejskie puchary
Nie uczestniczył w rozgrywkach europejskich.

### Rozgrywki krajowe
| \| Ukraina \| Bilans występów klubu w rozgrywkach piłkarskich Ukrainy (Stan na 31 maja 2023 r.) \| \| |                                                                                   |        |       |   |   |   |    |    |     |         |        |        |      |
| Poziom                                                                                                | Rozgrywki                                                                         | Sezony | Mecze | Z | R | P | B+ | B– | Pkt | Lata    | Awanse | Spadki | Naj. |
| I | Wyszcza liha                                                                      | 2      | 10    | 7 | 1 | 2 | 26 | 7  | 22  | od 2021 | 0      | 0      | 3    |
| II | Persza liha                                                                       | 0      |       |   |   |   |    |    |     |         | 0      | 0      |      |
| | Puchar Ukrainy                                                                    | 1      |       |   |   |   |    |    |     | od 2021 | 0      | 0      | 1/2  |
| Ukraina                                                                                               | Bilans występów klubu w rozgrywkach piłkarskich Ukrainy (Stan na 31 maja 2023 r.) |        |       |   |   |   |    |    |     |         |        |        |      |

## Piłkarki, trenerzy, prezydenci i właściciele klubu

### Trenerzy
| Lp. | Imię i nazwisko    | Okres urzędowania | Okres urzędowania |
| --- | ------------------ | ----------------- | ----------------- |
| 1.  | Alina Stetsenko    | 2021              | 2022              |
| 2.  | Wołodymyr Jefimako | 2022              | obecnie           |

## Struktura klubu

### Stadion
Drużyna rozgrywa swoje mecze domowe na stadionie Hirnyk w Krzywym Rogu, który może pomieścić 2.500 widzów.

## Kibice i rywalizacja z innymi klubami

### Derby
- SK Dnipro-1